# Rupes Altai
Rupes Altai és una cadena muntanyenca (escarpament) situada en la cara visible de la Lluna. El nom prové de les muntanyes terrestres d'Altai.

## Situació i descripció
Localitzada a la zona sud-est de la Lluna, Rupes Altai té 480 km de longitud i una mitjana de 1000 m d'altura, amb cims que aconsegueixen altituds properes als 3000 m. S'estén formant un gran arc que corre aproximadament en sentit N-SE, i que va des de les proximitats dels cràters Tàcit i Caterina fins al cràter Piccolomini.

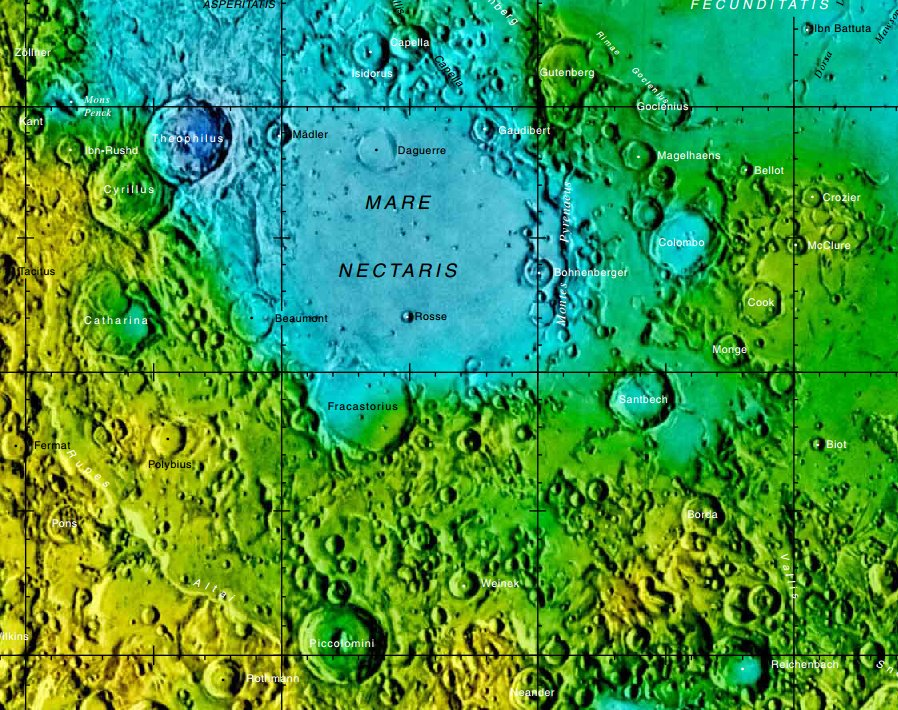
Localització de Rupes Altai (a l'esquerra inferior de la imatge)

## Origen
Es creu que l'origen de Rupes Altai està en l'impacte que va crear la conca de la Mare Nectaris i va desplaçar suficient material de la superfície lunar per formar una àmplia estructura circular, de la qual, ara, només és perfectament recognoscible l'arc sud-occidental.